# Oenopota blaneyi
Oenopota blaneyi is een slakkensoort uit de familie van de Mangeliidae. De wetenschappelijke naam van de soort is voor het eerst geldig gepubliceerd in 1909 door Bush.